# Un grand pas vers le bon Dieu
Un grand pas vers le bon Dieu est un roman de Jean Vautrin publié le 23 août 1989 et ayant obtenu le prix Goncourt et le prix Goncourt des lycéens la même année.

## Historique
Le roman est récompensé par le prix Goncourt en novembre 1989 alors que les éditions Grasset sont en difficulté financière.

## Résumé
L'histoire des Raquin, une famille de fermiers cajuns en Louisiane, à partir de la fin du XIXe siècle.

## Éditions
- Un grand pas vers le bon Dieu, Éditions Grasset, Paris, 1989  (ISBN 2246407117).

## Polémique
En janvier 1991, Patrick Griolet est débouté par le Tribunal de grande instance de Paris : il avait accusé Jean Vautrin d'avoir plagié ses deux essais, Cadjins et créoles en Louisiane (1986) et Mots de Louisiane, étude lexicale d’une francophonie (1987). Le jugement est confirmé en appel en janvier 1992.

## Réception critique
Le roman est rejeté par David J. Cheramie qui y voit un «  travestissement de la culture cadienne » et reproche à l'auteur de nombreux et graves contresens dans le parler cadien et d'avoir écrit ce livre sans avoir mis les pieds en Louisiane.